# Second Street Bridge (Allegan, Michigan)
Die Second Street Bridge ist eine einspurige Fachwerkbrücke über den Kalamazoo River in Allegan, Michigan in den Vereinigten Staaten. Die Brücke ist einer der wenigen erhaltenen Whipple-Träger-Brücken und steht auf der Liste der Historic Civil Engineering Landmarks der American Society of Civil Engineers (ASCE).

## Geschichte
Die eiserne Fachwerkbrücke ersetzte 1886 eine über 50 Jahre alte Holzbrücke an derselben Stelle, die in sehr schlechtem Zustand war. Weil Einsturzgefahr drohte, baute die King Iron Bridge Company die neue Brücke in nur zweieinhalb Monaten. Die Brücke entging dem Abbruch und wurde 1983 für 552.000 US-Dollar restauriert. Sie ist seit 1980 im National Register of Historic Places aufgeführt. 

## Bauwerk

Skizze eines Whipple-Trägers

Die Second Street Bridge benutzt einen Whipple-Fachwerkträger, der hauptsächlich Gusseisen, aber bei den zugbelasteten Teilen Schmiedeeisen verwendet. Ein Merkmal des Whipple-Trägers sind die Streben, die zwischen der oberen und der unteren Verankerung einen Pfosten kreuzen.
Die Brücke ist 18 Fuß (5,5 m) breit und 225 Fuß (ca. 69 m) lang. Sie liegt an den Flussufern auf Widerlagern auf, die aus Feldsteinen gebaut sind. Das Brückedeck besteht aus Holzbalken, außerhalb des Trägers ist ein hölzernen Fußgängersteg angebracht.